# 식객 허영만의 백반기행
《식객 허영만의 백반기행》은 대한민국 TV조선의 음식 전문 교양 프로그램이다. 2019년 5월 14일부터 방송 중이다. 허영만이 간판 출연자로 고정 출연하며, 윤주상이 해설(내레이션)을 담당한다. 매 회마다 다른 출연자를 초대, 음식을 주제로 대한민국의 전국 각지를 배경으로 한 방송 에피소드가 진행된다.
백반은 밥이나, 밥에 국에 몇 가지 반찬을 곁들여 파는 한 상의 음식을 가리킨다. 허영만과 출연자가 여행지에서 백반을 비롯하여 여러 가지 먹거리를 즐기고 먹는 것을 기본으로, 관련된 식자재(식재료)에 대한 이야기나, 조리 방법, 가공 방식 등에 대한 설명을 곁들이는 것으로 에피소드가 구성된다.

## 기획 의도
식객 허영만이 소박한 동네 밥상에서 진정한 맛의 의미와 가치를 찾는다.

## 방송 시간
| 방송 채널 | 방송 기간                        | 방송 시간             | 비고  |
| TV CHOSUN |                                  |                       |       |
| --------- | -------------------------------- | --------------------- | ----- |
| TV CHOSUN | 2019년 5월 14일~2019년 5월 21일  | 화요일 밤 10:00~11:00 |       |
| TV CHOSUN | 2019년 5월 30일~2019년 7월 11일  | 목요일 밤 10:00~11:00 |       |
| TV CHOSUN | 2019년 7월 19일~2024년 2월 23일  | 금요일 저녁 8:00~9:00 |       |
| TV CHOSUN | 2024년 3월 3일~2024년 4월 7일    | 일요일 밤 9:10~10:10  |       |
| TV CHOSUN | 2024년 4월 14일~2024년 10월 13일 | 일요일 저녁 7:50~8:50 |       |
| TV CHOSUN | 2025년 5월 25일~현재             | 일요일 저녁 7:50~8:50 |       |
| TV CHOSUN | 2024년 10월 20일~2025년 4월 13일 | 일요일 밤 8:50~9:50   | [ 2 ] |
| TV CHOSUN | 2025년 5월 11일                  | 일요일 밤 10:20~11:20 | [ 3 ] |

## 출판
- 식객 허영만의 백반기행 (식객이 뽑은 진짜 맛집 200) ISBN 9791189159634
- 식객 허영만의 백반기행 2 (식객이 뽑은 진짜 맛집) ISBN 9791189159917

## 같이 보기
관련 항목
- 요리
- 음식

방송 프로그램
- 한식탐험대 (KBS 시사교양본부 제작)
- 한국인의 밥상 (KBS 1TV)
- 신상출시 편스토랑, 백종원 클라쓰 (KBS 2TV)
- 최고의 요리 비결 (EBS 1TV)
- 찾아라! 맛있는 TV, 백파더: 요리를 멈추지 마!, 볼빨간 신선놀음, 로컬 식탁 (MBC TV)
- 결정 맛대맛, 백종원의 골목식당, 맛남의 광장, 식자회담 - 국가발전 프로젝트 (SBS TV)
- 우리가 아는 맛-알토란, 전현무계획 (MBN)
- 삼시세끼, 백패커, 줄 서는 식당 (tvN)
- 토요일은 밥이 좋아 (E채널)
- 임원희의 미식전파사 (채널S)
- 맛있는 녀석들 (iHQ)
- 노중훈의 여행의 맛 (MBC 표준FM)

## 결방 및 편성 변경 안내
2019년
- 6월 13일
- 9월 6일 - 조국 법무부 장관 인사 청문회 방송

2021년
- 12월 31일 - 송년특집 편성 방송

2022년
- 2월 11일 - 2022 대선 제2차 후보 TV토론 방송
- 2월 25일 - 2022 대선 제4차 후보 TV토론 방송
- 6월 10일 - 하나은행 초청 축구 국가대표팀 친선경기 대한민국 vs 파라과이 생중계 방송
- 9월 23일 - 하나은행 초청 축구 국가대표팀 친선경기 대한민국 vs 코스타리카 생중계 방송
- 11월 11일 - 하나은행 초청 축구 국가대표팀 & 카타르 월드컵 출정식 대한민국 vs 아이슬란드 생중계 방송

2023년
- 3월 24일 - 하나은행 초청 축구 국가대표팀 친선경기 대한민국 vs 콜롬비아 생중계 방송
- 5월 26일 - 나누는 행복 희망플러스 방송으로 인한 결방
- 6월 16일 - 하나은행 초청 축구국가대표팀 친선경기 대한민국 vs 페루 생중계 방송
- 9월 29일 ~ 10월 6일 - 항저우 아시안 게임 생중계 방송
- 10월 13일 - 하나은행 초청 축구국가대표 친선경기 <한국 vs 튀니지> 중계 관계로 밤 11시에 지연 방송
- 11월 24일 - 나누는 행복 희망플러스 방송으로 인한 결방

2024년
- 7월 28일 - 우리가 몰랐던, 진짜 6.25 (2부) 방송으로 인한 결방
- 8월 25일 - 우리가 몰랐던, 진짜 6.25 (3부) 방송으로 인한 결방
- 9월 29일 - 우리가 몰랐던, 진짜 6.25 (4부) 방송으로 인한 결방
- 10월 27일 - 우리가 몰랐던, 진짜 6.25 (5부) 방송으로 인한 결방
- 11월 24일 - 나누는 행복 희망플러스 방송으로 인하여 밤 9시 50분에 지연 방송
- 12월 8일, 12월 15일 - TV조선 특집 다큐 방송으로 인하여 밤 10시 10분으로 지연 방송

2025년
- 2월 2일 - 임영웅 아임 히어로 더 스타디움 재방송 편성으로 인하여 밤 11시로 지연 방송
- 4월 20일 - 생방송 민심이슈 내가 말한다 (1부) 방송으로 인하여 밤 10시 30분으로 지연 방송
- 4월 27일 - 생방송 민심이슈 내가 말한다 (2부) 방송으로 인하여 밤 10시 30분으로 지연 방송
- 5월 4일 - 모-던인물史 미스터.리 재방송 편성으로 인하여 밤 10시 20분으로 지연 방송